# Block N Load
Block N Load est un jeu vidéo de tir à la première personne en voxel développé et édité par Jagex en collaboration avec Artplant. Successeur d'Ace of Spades, le jeu est sorti en tant que free-to-play le 30 avril 2015.

## Accueil
Block N Load a reçu des critiques mitigées, selon l'agrégateur de critiques Metacritic.